# Erez Lapid
Erez M. Lapid (Tel Aviv, maio de 1971) é um matemático israelense, especialista em formas automórficas, função L, teoria de representação e fórmula do traço de Arthur–Selberg.
Foi palestrante convidado do Congresso Internacional de Matemáticos em Hyderabad (2010).

## Publicações selecionadas
- com Hervé Jacquet e Jonathan Rogawski: «Periods of automorphic forms». J. Amer. Math. Soc. 12: 173–240. 1999. MR 1625060
- com Stephen Rallis: «On the Nonnegativity of L(1/2,π) for SO(2n+1)». Annals of Mathematics. 157 (3): 891–917. 2003. MR 1983784. doi:10.4007/annals.2003.157.891
- editor com David Ginzburg and David Soudry: Automorphic forms and L-functions: Local aspects. [S.l.]: American Mathematical Society. 2009. MR 2531715